# 1971 en jeu vidéo
Cet article présente les faits marquants de l'année 1971 concernant le jeu vidéo.

## Évènements
[[Catégorie:Article manquant de références/Liste complète|Galaxy Game est le premier jeu vidéo sur borne d'arcade en septembre 1971. Développé par Bill Pitts et Hugh Tuck à l'université Stanford, il s'agit d'un jeu sur ordinateur équipé d'un monnayeur, qui utilise un ordinateur DEC PDP-11 à affichage vectoriel. Ils s'inspirent du jeu Spacewar!. La mise sur le marché des prototypes de Galaxy Game, avec un prix par partie minime, est cependant très populaire. Toutefois, le jeu ne passe jamais en production[pas clair], puis le duo Pitts et Tuck abandonne le concept, après la dépense de 65 000 dollars dans le développement. L'arrêt de l'activité est décidée en raison du coût trop élevé et de l'absence d'un plan d'affaires.]]
- Nolan Bushnell et Ted Dabney développent Computer Space, inspiré de Spacewar!, sur un système informatique dédié. C'est le premier jeu d'arcade, équipé d'un monnayeur, à être mis en vente dans le commerce. Il est également le premier jeu vidéo à être largement déployé : le fabricant de jeu d'arcade Nutting Associates en produit en novembre 1971 1 500 exemplaires, introduisant la première production de masse pour un jeu vidéo[1].
- Don Rawitsch commence le développement du jeu vidéo The Oregon Trail sur un téléscripteur à l'université de Carleton[2].
- Don Daglow écrit Baseball, premier jeu vidéo de baseball, sur une unité PDP-10 à l'université de Pomona[3].
- Le jeu vidéo Star Trek apparaît, probablement développé par Mike Mayfield sur un ordinateur Sigma 7[4].
- La société Magnavox signe un accord préliminaire avec Sanders Associates.
- La Nakamura Manufacturing Ltd. commence à utiliser le nom de marque Namco[5].